# Pic de Meners
Pic de Meners – szczyt górski w Pirenejach Wschodnich. Administracyjnie położony jest na granicy Andory (parafia Encamp) z Francją (departament Ariège). Wznosi się na wysokość 2716 m n.p.m.
Na północ od Pic de Meners usytuowany jest szczyt Pic de l’Estagnole (2567 m n.p.m.), na północny zachód Pic de la Coume de Seignac (2857 m n.p.m.), na południowy zachód Pic de la Cabaneta (2863 m n.p.m.), na zachód Pic de Serrère (2912 m n.p.m.), natomiast na wschód położony jest Pic de l’Estany Mort (2746 m n.p.m.). Na zachód od szczytu znajduje się jezioro Estany dels Meners de la Coma.